# Wilman Villar Mendoza
Wilman Villar Mendoza (* 30. Mai 1980 in Palma Soriano; † 19. Januar 2012 in Santiago de Cuba) war ein kubanischer Dissident und politischer Gefangener, der in Haft an den Folgen eines über 50-tägigen Hungerstreiks starb.
Er hatte die Nahrungsaufnahme aus Protest gegen seine Verurteilung wegen Körperverletzung, Widerstand gegen die Staatsgewalt und mangelndem Respekt gegenüber den Behörden (spanisch: desacato) verweigert. Nach Darstellung der kubanischen Regierung war er weder Oppositioneller, noch befand er sich im Hungerstreik. Sie bezeichnete entsprechende Darstellungen als Teil einer internationalen, gegen Kuba gerichteten Diffamierungskampagne.
Der Todesfall verdankte seine Beachtung auch dem Kontext einer Kette von kontroversen Todesfällen innerhalb der vorangegangenen 23 Monate und einem härteren Umgang der Regierung mit der trotz gleichzeitiger Auswanderung nicht merklich schrumpfenden Opposition: Im Februar 2010 war der politische Gefangene Orlando Zapata Tamayo nach einem Hungerstreik gestorben, wobei es Hinweise auf grobe Mängel bei den Haftbedingungen und der medizinischen Betreuung gegeben hatte. Obwohl im März 2011 die letzten von der Verhaftungswelle im Frühjahr 2003 betroffenen politischen Gefangenen auf Bewährung aus der Haft entlassen worden waren, nachdem bereits seit Sommer zahlreiche politische Gefangene und ihre Familien zur Ausreise bewegt wurden, nahm die Zahl von vorübergehenden Festnahmen, gewaltsamen Behinderungen und Einschüchterungsmaßnahmen (s. a. Acto de Repudio) gegen Oppositionelle im Jahr 2011 dramatisch zu. Im Mai 2011 war der Dissident und ehemalige politische Häftling Juan Wilfredo Soto García unter ungeklärten Umständen gestorben, kurz nachdem er erklärt hatte, durch Polizeischläge lebensgefährlich verletzt worden zu sein. Anfang des Jahres 2012 war in Santiago de Cuba ein hungerstreikender Häftling verstorben, der jedoch kein politischer Gefangener war.

## Leben und politisches Engagement
Wilman Villar lebte in der ostkubanischen Kleinstadt Contramaestre und besaß einen Abschluss als Textilmechaniker, lebte jedoch wie viele Kubaner von unterschiedlichen freiberuflichen und Gelegenheitstätigkeiten – beispielsweise als Handwerker, Schreiner und Straßenverkäufer von Knollenfrüchten oder Kochbananen. Nach Angaben seiner Ehefrau reiste er mehrfach nach Havanna, wo seine Mutter lebt, um dort nach Arbeitsmöglichkeiten zu suchen. Von dort sei er jedoch regelmäßig in seine Heimatstadt deportiert worden. Er sei niemals mit den sich in Kuba ereignenden Ungerechtigkeiten einverstanden gewesen und habe aufgrund seiner regierungskritischen Haltung niemals einen regulären Arbeitsplatz erhalten können. Er war getauftes Mitglied der Baptistengemeinde von Contramaestre. Nach Angaben von Villars Ehefrau war sein Vater vor rund drei Jahren in Haft verstorben, dem Verstorbenen sei damals von den Behörden drei Monate nach dem Tod nachträglich die Freilassung ausgesprochen worden.
2010 schloss sich Villar laut seiner Ehefrau der politischen Widerstandsbewegung in Contramaestre an. Seit er dies öffentlich vertreten habe, sei er von der politischen Polizei verfolgt, bedroht und schikaniert worden. Kurz nachdem der prominente Oppositionsaktivist und ehemalige politische Gefangene José Daniel Ferrer im August 2011 die von ihm angeführte Oppositionsgruppe „Unión Patriótica de Cuba“ (UNPACU, deutsch: Patriotische Union Kubas) gegründet hatte, schloss sich Villar ihr im September an. Der im nahe gelegenen Ort Palma Soriano lebende Ferrer war im März 2011 nach Ablauf von acht Jahren seiner 25-jährigen Haftstrafe als einer der letzten von über 75 im „Schwarzen Frühling“ 2003 verurteilten politischen Gefangenen auf Vermittlung der katholischen Kirche Kubas vorzeitig auf Bewährung entlassen worden. Da jegliche oppositionelle Tätigkeit in Kuba verboten ist, ist auch die UNPACU eine illegale, von den Behörden nicht anerkannte Gruppierung. Auch Maritza Pelegrino, die seit acht Jahren mit Villar verheiratet war, engagierte sich in der Oppositionsbewegung, indem sie sich der Frauengruppe „Damas de Blanco“ (deutsch: Damen in Weiß) anschloss, die trotz teilweise gewaltsamer Behinderung durch die Behörden regelmäßig Demonstrationen für die Beachtung der Universellen Menschenrechte durch die kubanische Regierung abhält. Pelegrinos Eltern sind dagegen aktive Anhänger der kubanischen Regierung, auch Villar stammte aus einer „revolutionstreuen“ Familie: Der Lebensgefährte seiner Mutter arbeitet für das Innenministerium und der Partner seiner Schwester ist Beamter des Staatssicherheitsdienstes.
Am 14. November 2011 nahm Villar in den Straßen Contramaestres an einer Protestdemonstration der UNPACU für mehr Respekt für die Menschenrechte und gegen die gewaltsame Unterdrückung der Damas de Blanco teil. Im Laufe dieser Protestaktion wurde er festgenommen und nach Angaben weiterer Demonstrationsteilnehmer dabei auch von Polizisten geschlagen. Nach Angaben seiner Ehefrau wurde er für die Dauer von drei oder vier Tagen vorübergehend festgenommen, nach denen ihn die Angehörigen des Staatssicherheitsdienstes gewarnt hätten, ihn verschwinden zu lassen, wenn er seine Oppositionsaktivitäten nicht aufgebe. Er habe sich jedoch nicht einschüchtern lassen und habe ihr gegenüber erklärt, im Falle einer Verhaftung bis zum Tod für seine Freiheit streiten zu wollen.

## Gerichtsverfahren und Verurteilung
Wenige Tage nach seiner Freilassung wurde am 25. November ein schnell abgewickeltes Gerichtsverfahren gegen Villar veranstaltet, in dem er in den Anklagepunkten Körperverletzung, Widerstand gegen die Staatsgewalt und mangelndem Respekt gegenüber den Behörden für schuldig befunden und zu einer Freiheitsstrafe von vier Jahren verurteilt wurde. Während der Verhandlung wurden keine Zeugen der Verteidigung zugelassen. Nach der Verhandlung bezeichnete der Verurteilte das Verfahren als Farce.

### Körperverletzung
Auf welche Körperverletzung sich das Urteil genau bezieht, ist unklar. Die Stellungnahmen der kubanischen Regierung und der von ihr unmittelbar abhängigen kubanischen Medien erwähnen einen angeblichen Angriff Villars auf seine Ehefrau, bei dem sich diese Verletzungen im Gesicht zugezogen habe. Nach Villars Tod veröffentlichten zunächst anonyme, bzw. unter Pseudonym veröffentlichende Blogger, die dem kubanischen Staatssicherheitsdienst zugerechnet werden, die Fotografie eines medizinischen Befunds vom 12. Juli 2011, mit dem die These des tätlichen Angriffs Villars auf seine Frau untermauert werden sollte. Allerdings ist in dem Befund lediglich von einer „leichten Verletzung auf der Innenseite der Oberlippe“ die Rede, was in keinem Justizsystem der Welt zur Begründung einer mehrjährigen Freiheitsstrafe herangezogen werden könnte. Auch geht aus dem Befund nicht hervor, dass Villar in irgendeiner Weise für die festgestellte Verletzung verantwortlich gewesen sei. Nach offiziellen Angaben hatte seine Schwiegermutter nach Villars tätlichem Angriff auf Pelegrino die Polizei um Einschreiten ersucht, anschließend habe er sich der Verhaftung widersetzt und die Polizisten tätlich angegriffen. Wilman Villars Ehefrau war als angebliches Hauptopfer der Körperverletzung weder als Zeugin noch als Zuschauerin des Gerichtsverfahrens zugelassen. Nach ihren Informationen dauerte die Verhandlung weniger als eine Stunde.

## Haft und Hungerstreik
Villar wurde nach seiner Verurteilung am 25. November 2011 in das Gefängnis Aguadores in unmittelbarer Nähe des internationalen Flughafens am südlichen Stadtrand von Santiago de Cuba überstellt. Dort begann er einen Hungerstreik aus Protest gegen seine Inhaftierung. Als Bedingung für die Beendigung des Hungerstreiks forderte er die Aufhebung seiner Haftstrafe. Nach Angaben seiner Ehefrau, die ihn am 29. Dezember zuletzt im Gefängnis besuchen durfte, sah er zu diesem Zeitpunkt bereits sehr dünn und dehydriert aus. Trotzdem habe er am selben Tag seinen Hungerstreik wieder aufgenommen, den er am 23. Dezember unterbrochen hatte, nachdem ihm Vertreter der Gefängnisbehörde wahrheitswidrig versichert hatten, er werde im Zuge der von Staatspräsident Raúl Castro verkündeten Amnestie von 2900 Häftlingen freigelassen, sofern er den Hungerstreik aufgebe. Als zweite Form des Protests gegen seine Inhaftierung weigerte sich Villar, Häftlingskleidung anzulegen. Vom Gefängnispersonal wurde ihm daraufhin die Zivilkleidung abgenommen und er wurde unbekleidet in eine Bestrafungszelle eingeschlossen, wo er sich die Lungenentzündung zuzog und während seines Gefängnisaufenthalts ohne medizinische Betreuung blieb. Spätestens seit dem 22. Dezember hatten Villars Frau sowie mehrere Oppositionelle von den Behörden die Einweisung des Häftlings in ein Krankenhaus zur medizinischen Begleitung des Hungerstreikenden gefordert, was sie durch Demonstrationen vor dem Gefängnis bekräftigten. Diese Aufforderungen blieben jedoch ohne Reaktion.

## Einlieferung ins Krankenhaus und Tod

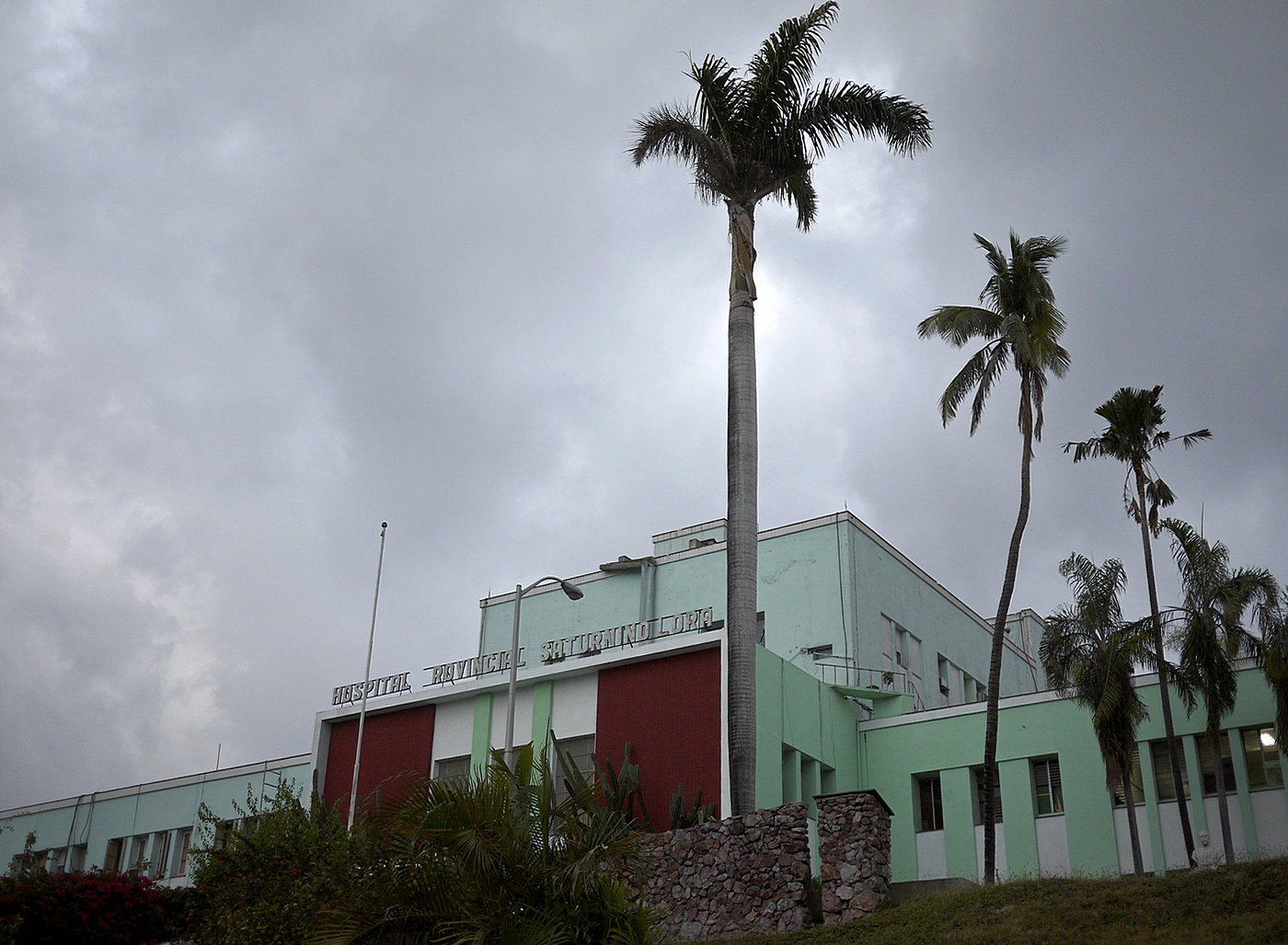
Saturnino-Lora-Provinzkrankenhaus Santiago de Cuba

Am Morgen des 12. Januars war Villar vom Gefängnis Aguadores in Santiago de Cuba bereits in lebensbedrohlichem Zustand in das Saturnino-Lora-Provinzkrankenhaus derselben Stadt eingeliefert worden. Nach offiziellen Angaben zeigte er Symptome einer starken Entzündung des linken Lungenflügels und wurde künstlich beatmet und ernährt, sowie medikamentös behandelt, darunter mit Antibiotika. Einen Tag später wurde er auf die für Intensivmedizin besser ausgestattete Notfallstation der Dr.-Juan-Zayas-Alfonso-Klinik für Chirurgie verlegt. Die Lungenentzündung konnte nicht aufgehalten werden, sondern breitete sich auf Leber und Nieren aus, und Villar starb am 19. Januar 2012 an Multiorganversagen infolge einer allgemeinen Blutvergiftung (Sepsis).
Im Krankenhaus wurde Villars Ehefrau daran gehindert, den Leichnam ihres Mannes zu sehen. Er wurde von den Behörden ins öffentliche Bestattungsinstitut von Contramaestre überführt. Von den oppositionellen Trauergästen durften lediglich acht Angehörige der Damas de Blanco sowie sechs Angehörige von Oppositionsgruppen dem im Bestattungsinstitut aufgebahrten Toten ihre Ehre erbieten, weitere wurden nach Angaben aus Oppositionskreisen von der Polizei am Betreten gehindert. Zuvor waren zahlreiche Oppositionelle vorübergehend festgenommen worden, um ihre Teilnahme an der Trauerfeier, der Beerdigung oder Demonstrationen zu verhindern. Der Leiter der UNPACU, José Daniel Ferrer, wurde von Sicherheitskräften am Verlassen seiner Wohnung gehindert. Auf dem Weg zum Friedhof durften den Sarg allein Familienangehörige begleiten. Unter einem Großaufgebot von Sicherheitskräften wurde Villar schließlich am Nachmittag des 20. Januar bestattet.
Wilman Villar hinterließ außer seiner Ehefrau zwei chronisch kranke Töchter im Alter von sieben und fünf Jahren.

## Reaktionen auf Villars Tod

### Kubanische Regierung
Am 21. Januar 2012 veröffentlichte die kubanische Regierung eine förmliche Erklärung zum Tod Villars, die auf Seite 2 der parteioffiziellen Tageszeitung Granma abgedruckt sowie über Nachrichtenagenturen und Webseiten national und international verbreitet wurde. Darin wird betont, dass es sich bei dem Verstorbenen um einen „gewöhnlichen Häftling“ gehandelt habe, der seit seiner Einlieferung ins Krankenhaus am 13. Januar nach dem besten medizinischen Standard versorgt worden sei, worüber auch seine Familienangehörigen laufend informiert worden seien. Dass Villar als Dissident im Hungerstreik gestorben sei, seien falsche Behauptungen einer internationalen Diffamierungskampagne der ausländischen Presse im Zusammenspiel mit „konterrevolutionären Elementen“ innerhalb Kubas. Es gebe „zahllose Beweise und Zeugenaussagen“, die zeigten, dass Villar weder Dissident gewesen sei, noch sich im Hungerstreik befunden habe. Die Taten, für die Wilman Villar wegen Körperverletzung, Widerstand und Ungehorsam verurteilt worden sei, hätten sich im Rahmen eines Vorfalls ereignet, als Villar seine Ehefrau angegriffen und ihr Verletzungen im Gesicht zugefügt habe. Seine Schwiegermutter habe daraufhin die Polizei um Hilfe gerufen und er habe den Polizisten Widerstand geleistet und sie tätlich angegriffen. Während er wieder auf freiem Fuß war und bereits Ermittlungen gegen ihn liefen, habe er begonnen, sich mit „konterrevolutionären Elementen“ in Verbindung zu setzen, die ihn glauben gemacht hätten, dass seine vermeintliche Zugehörigkeit zu den „kleinen Söldnergruppen“ ihm gestatten würde, sich dem Zugriff der Justiz zu entziehen.
In den staatlich kontrollierten, kubanischen Massenmedien erschienen keine Informationen zum Fall Villar, die über die offizielle Erklärung der Regierung hinausgegangen wären. Stattdessen wurde ausführlich auf angebliche Menschenrechtsverletzungen in anderen Ländern verwiesen, insbesondere auf Hungerstreiks und Häftlinge. Am Montag, den 23. Januar 2012 widmete die Tageszeitung Granma in ungewöhnlich prominenter Weise ihre komplette Titelseite der Verteidigung gegen die bereits in der vorangegangenen Ausgabe vom Samstag beschworene angebliche Diffamierungskampagne, der Kuba aus Anlass des Todes von Wilman Villar ausgesetzt sei. Der Leitartikel ging dabei weder auf die konkreten Vorwürfe zum Fall Villar ein, noch lieferte er einen Hinweis auf die in der zuvor veröffentlichten Erklärung erwähnten „zahllosen Beweise und Zeugenaussagen“, auf die sich diese berief, die die kubanischen Behörden zumindest bislang nicht veröffentlicht haben. Die wütende Zurückweisung jeglicher Kritik durch die kubanische Führung fand mit einem am 25. Januar 2012 in den kubanischen Medien veröffentlichten, ausführlichen Kommentar Fidel Castros noch eine Steigerung: Er wiederholte die zentralen Punkte der offiziellen Erklärung zum Tod Villars und lieferte keine zusätzlichen Informationen zu den offenen Fragen des Falls, sondern spannte stattdessen einen weiten Bogen von den kubanischen Unabhängigkeitskriegen des 19. Jahrhunderts über die Kubakrise von 1962 bis zur aktuellen Kritik ausländischer (im Falle Spaniens von ihm als „faschistisch“ beschimpfter) Regierungen an der Menschenrechtslage in Kuba und deren eigenen, weltweiten Problemfeldern. Gleichzeitig beklagte er die „schamlosen Lügen der Massenmedien des Imperiums“ (d. h. der kapitalistischen Staaten unter Führung der USA) und behauptete, ein Journalist im Dienste der Revolution(sregierung) könne sich vielleicht einmal irren, würde aber „niemals eine Nachricht fälschen oder eine Lüge erfinden“.

### Villars Ehefrau Maritza Pelegrino
Maritza Pelegrino widersprach den Darstellungen der kubanischen Regierung entschieden. Die offizielle Version sei eine von der politischen Polizei (der für die Kontrolle der internen Opposition zuständigen Abteilung des Staatssicherheitsdienstes) erfundene Geschichte zur Herabwürdigung des Opfers. Ihr Ehemann habe sie zu keinem Zeitpunkt geschlagen. Nach Pelegrinos Angaben beziehen sich die in der offiziellen Erklärung erwähnten Ermittlungen auf einen früheren Vorfall, als Villar in betrunkenem Zustand festgenommen und von der Polizei geschlagen worden sei. Sie forderte die kubanische Regierung auf, ihr die Möglichkeit zu geben, ihre Version der Vorkommnisse gegenüber dem kubanischen Volk öffentlich zu machen. Wenn sich die Regierung so sicher sei, dass die offizielle Darstellung korrekt sei, dann müsste sie doch keine Angst haben, wenn Pelegrino ihre Sicht der Dinge im kubanischen Fernsehen darstelle, erklärte sie telefonisch gegenüber exilkubanischen Journalisten.

### Kubanische Opposition
Die Nachricht von Villars Tod führte zu Bekundungen von Empörung, Trauer und Solidarität aus der gesamten kubanischen Oppositionsbewegung innerhalb und außerhalb des Landes, sowohl vom rechten als auch vom marxistischen Ende des politischen Spektrums. Die als Bloggerin international prominent gewordene Aktivistin der Zivilgesellschaft Yoani Sánchez, die im Ausland vermutlich bekannteste Kritikerin der Regierung, ging in einem Artikel besonders auf den Umstand ein, dass Villar von der Regierung ausdrücklich als „gewöhnlicher Krimineller“ bezeichnet wurde: Sie wies darauf hin, dass es ein von den kubanischen Behörden regelmäßig verfolgtes Muster sei, ihren Kritikern Straftaten anzuhängen, um sie anschließend öffentlich und unwidersprochen als ehrlose und verabscheuungswürdige Menschen darstellen zu können. Im Namen der Damas de Blanco erklärte deren Sprecherin im Anschluss an den wöchentlichen Schweigemarsch der Gruppe in Havanna, der diesmal Villar gewidmet war, sein Tod komme einem Mord durch Vernachlässigung durch die Regierung gleich, die Villars Rechte nicht anerkennen wollte. Das Gleiche sei zwei Jahre zuvor mit Orlando Zapata Tamayo geschehen. Auch die für ihr Engagement mit internationalen Menschenrechtspreisen ausgezeichneten Oppositionellen Guillermo Fariñas und Oswaldo Payá sowie weitere prominente Dissidenten machten die kubanische Regierung für den Tod Villars verantwortlich und forderten ein Ende der Unterdrückungsmaßnahmen gegen die Opposition. Zahlreiche Angehörige oppositioneller Gruppen berichteten über vorübergehende Verhaftungen sowie andere behördliche Maßnahmen, um Dissidenten an der Teilnahme an Villars Trauerfeier und Beerdigung in Contramaestre sowie an der Durchführung von Sympathiekundgebungen zu hindern.

### Ausländische Reaktionen
Die Regierung der Vereinigten Staaten äußerte sich bestürzt, lobte Villar als „jungen und mutigen Verteidiger der Menschenrechte“ und nahm den Fall zum Anlass, stärkere internationale Aufmerksamkeit für die Menschenrechtssituation sowie internationale Beobachter für die Gefängnisse und Häftlinge in Kuba zu fordern. Im Namen der Europäischen Union drückte deren Hohe Repräsentantin für Außen- und Sicherheitspolitik, Catherine Ashton, ihr Entsetzen aus und wies unter Bezugnahme auf den Fall Orlando Zapata Tamayos darauf hin, dass der Tod Villars bereits der zweite Todesfall unter ähnlichen Umständen innerhalb eines sehr kurzen Zeitraums sei, was „ernste Zweifel“ bezüglich des kubanischen Justiz- und Strafvollzugssystems aufwerfe. Die Regierung Spaniens appellierte an die kubanische Regierung, sämtliche politische Gefangene freizulassen. In Lateinamerika griff die Regierung Chiles den Todesfall auf und äußerte sich besorgt über die Lage der Menschenrechte in Kuba. Auch die mexikanische Regierung sprach in einer öffentlichen Erklärung der Familie und den Freunden des Verstorbenen ihr Beileid aus, äußerte Besorgnis angesichts der Berichte über die Hintergründe des Todes und versprach, den Schutz der Menschenrechte in den regelmäßigen bilateralen Gesprächen mit der kubanischen Regierung weiter als wichtiges Thema anzusprechen. Am 23. Januar 2012 äußerte sich auch die deutsche Bundesregierung durch ihren Beauftragten für Menschenrechtspolitik, Markus Löning: Er drückte dabei seine „tiefe Bestürzung“ aus und rief Kuba zur Freilassung aller politischen Gefangenen, zur uneingeschränkten Zulassung der Meinungsfreiheit und zur Abhaltung demokratischer Wahlen auf. Außerdem forderte Löning von der kubanischen Regierung ausdrücklich die „unverzügliche Freilassung“ des prominenten Dissidenten Guillermo Fariñas, die allerdings bereits drei Tage zuvor unter anderem von CNN, der Nachrichtenagentur EFE und Yoani Sánchez als vollzogen gemeldet worden war. Am 24. Januar äußerte sich auch die Regierung Italiens, indem Außenminister Terzi sein Beileid aussprach und mehr Informationen zu dem Fall verlangte. Zudem kündigte er an, sich gegenüber der internationalen Staatengemeinschaft intensiver darum bemühen zu wollen, bei der kubanischen Regierung auf weitere Freilassungen politischer Häftlinge und auf Fortschritte bei der Respektierung der Menschenrechte und Grundfreiheiten zu dringen.

### Amnesty International und andere Menschenrechtsorganisationen
Die weltweit angesehenste Menschenrechtsorganisation, Amnesty International, nahm am 20. Januar 2012 zum Fall Wilman Villar Stellung: Nach Einschätzung von AI handelte es sich bei Villar um einen gewaltlosen politischen Gefangenen (prisoner of conscience), und die kubanische Regierung trägt die Verantwortung für seinen Tod. Der Vorfall sei eine schockierende Erinnerung daran, dass die von Raúl Castro geführten Regierung weiterhin keine abweichenden Meinungen dulde. Villars Tod werfe ein Licht auf die verzweifelte Situation auch der übrigen in kubanischen Gefängnissen einsitzenden politischen Häftlinge, die unverzüglich und bedingungslos zu befreien seien. Amnesty International hatte für den 20. Januar den Start einer internationalen Öffentlichkeitskampagne für die Freilassung Villars geplant, der jedoch die Nachricht von seinem Tod zuvorkam. Auch die weltweit tätige Menschenrechtsorganisation Human Rights Watch verurteilte die kubanische Regierung für den Tod Villars, sein Fall mache deutlich, wie sie mit abweichenden Meinungen umgehe. Die Kubanische Kommission für Menschenrechte und Nationale Versöhnung (CCDHRN), die von der Regierung nicht zugelassen ist, von medialen Diffamierungen abgesehen jedoch geduldet wird, führte Villar seit Dezember als politischen Gefangenen. Am 23. Januar beantragte die CCDHRN beim kubanischen Innenministerium Akteneinsicht in den Fall Villar, um die Annahme überprüfen zu können, dass sein Tod vermeidbar und seine Bestrafung ungerecht und unverhältnismäßig war. Die Regierung hatte seit ihrer Erklärung vom 21. Januar, über zahlreiche Beweise und Zeugenaussagen zu verfügen, dass Villar weder Dissident gewesen noch sich im Hungerstreik befand, bis dahin noch keinen einzigen dieser Beweise offengelegt.